# Evald Gutarp
Oskar Evald Gutarp (till 1959 Gustavsson), född 29 december 1904 i Linköping, död där 18 juli 1990, var en svensk chefredaktör. Han var far till Else Marie Gutarp.
Gustavsson, som var son till Oskar Gustavsson och Gerda Pettersson, avlade studentexamen i Linköping 1925 och studerade vid Uppsala universitet 1926–1928. Han var medarbetare i Östgöta Correspondenten 1929–1930, i Östergötlands Dagblad från 1930, redaktionssekreterare där från 1940  samt redaktör och ansvarig utgivare för Skånska Dagbladet 1949–1954. Efter att ha lämnat denna befattning flyttade han till Stockholm, där han 1956 anställdes som redaktör vid Telefon AB L.M. Ericsson, där han bland annat hade till uppgift att bygga upp en sektion för produktion av teknisk litteratur. Efter pensioneringen 1970 återvände han till sin födelsestad. Han var ordförande i motorflygsektionen inom Norrköpings automobil- och flygklubb från 1943, ledamot av styrelsen för östgötakretsen av Svenska journalistföreningen och sekreterare i Publicistklubbens östra krets från 1946. Han är gravsatt på Södra griftegården i Linköping.